# Heishui (sockenhuvudort i Kina, Guizhou Sheng, lat 28,59, long 108,44)
Heishui (kinesiska: 黑水, 黑水乡, 黑水场) är en sockenhuvudort i Kina. Den ligger i provinsen Guizhou, i den sydvästra delen av landet, omkring 280 kilometer nordost om provinshuvudstaden Guiyang. Antalet invånare är 16 900. Befolkningen består av 8 367 kvinnor och 8 533 män. Barn under 15 år utgör 33 %, vuxna 15-64 år 57 %, och äldre över 65 år 9,0 %.